# قانون الاعتمادات المالية
قانون الاعتمادات المالية أو قانون توزيع الموارد المالية هو اقتراح تشريعي (مشروع قانون) يمنح الحكومة الحق في إنفاق الأموال. إنه مشروع قانون يخصص الأموال لإنفاقها في أغراض معينة. في معظم الدول الديمقراطية، لا بد أن تحصل الحكومة على موافقة الهيئة التشريعية لإنفاق الأموال.
وفي النظام البرلماني، يستدعي إلغاء قانون الاعتمادات المالية عن طريق التصويت في البرلمان بشكل عام إما استقالة الحكومة أو المطالبة بإجراء انتخابات عامة. وقد وقعت واحدة من أشهر الأمثلة على إلغاء قانون الاعتماد المالي في أستراليا عام 1975، عندما رفض البرلمان، الذي كانت تسيطر عليه المعارضة، الموافقة على مجموعة من قوانين الاعتمادات المالية والقروض؛ ما استدعى الحاكم العام السير جون كير إلى عزل رئيس الوزراء غوف ويتلام وتعيين مالكولم فريزر رئيسًا لـحكومة تصريف الأعمال حتى موعد إجراء الانتخابات القادمة (حيث تم انتخاب فريزر).

## قوانين الاعتمادات المالية حسب الدولة

### نيوزيلندا
في نيوزيلندا، قانون الاعتمادات المالية هو الاسم الرسمي لـالقانون البرلماني السنوي الذي يمنح الأثر القانوني لـالموازنة، وهي سياسات الحكومة فيما يخص فرض الضرائب والإنفاق في السنة القادمة (من 1 يوليو حتى 30 يونيو). ومثل مشاريع القوانين الأخرى، يقره مجلس النواب، بعد إجراء المناقشات، ويقبله الحاكم العام. يقدم قانون الاعتمادات المالية الرئيسي عادةً للمجلس لقراءته للمرة الأولى في مايو وسط اهتمام إعلامي كبير، وهو حدث يعرف باسم تقديم الموازنة. لا يتم إرسال قانون الاعتمادات المالية إلى لجنة تحقيق تتلقى أيضًا مقترحات عامة ذات صلة بالقانون، وهي عملية تستغرق وقتًا طويلاً وتخضع لها معظم مشروعات القوانين؛ حيث تدرس خلالها اللجنة القانون بالتفصيل. وبدلاً من ذلك، تتبع عملية عاجلة، فيرسل قانون الاعتمادات المالية مباشرةً للقراءة الثانية لتدرسه لجنة مجلس النواب الجامع. ويتم منح الموافقة الملكية بعد إجراء القراءة الثالثة.
يدعى قانون الاعتمادات المالية الرئيسي رسميًا «مشروع قانون الاعتمادات المالية (التقديرات)، أو، بعد الموافقة عليه،»قانون الاعتمادات المالية (التقديرات). ويتضمن تشريع الموازنة التكميلية في نيوزيلندا «قانون الاعتمادات المالية (المراجعة المالية)»، الذي يهدف إلى إقرار الضرائب والإنفاق الذي تم اقتراضه العام الماضي ولم يندرج في الموازنة و«قوانين اعتمادات السلفة»، والتي يتم إقرارها عادةً عدة مرات في السنة وتمنح الحكومة السلطة المؤقتة لفرض الضرائب والإنفاق.
تندرج كل من قوانين اعتمادات السلفة والاعتمادات المالية تحت مبدأ منح الثقة وإقرار الاعتمادات. ويؤدي رفض مجلس النواب التصديق على هذا القانون بشكل تقليدي إما إلى استقالة الحكومة (غير وارد، وذلك لعدم توفر حكومة بديلة فورًا في الغالب) أو حل مجلس النواب وإجراء انتخابات عامة تالية.

### الولايات المتحدة
في ظل النظام الرئاسي الأمريكي، ليس من الضروري دعم الكونغرس لطلبات الرئيس المتعلقة بـالاعتمادات المالية حتى يظل الرئيس المنتخب بشكل فردي في موقعه، ولكنها يمكن أن تقيد بشدة قدرة الرئيس على الحكم بفعالية.
في الولايات المتحدة، يستخدم نوعان من التشريعات لإقرار الإنفاق. أحدهما التفويض الذي يؤسس برنامجًا للإنفاق لاحقًا، ولكن لا يوفر بالضرورة أي تمويل. والآخر، البرنامج الإلزامي، هو برنامج لا يحتاج إلى تشريع إضافي ويعرف باسم الاعتمادات المالية من أجل الإنفاق. وتدخل سلطة إقرار الإنفاق الخاصة بالبرنامج الإلزامي ضمن تشريع التفويض. وتعد مزايا الضمان الاجتماعي مثالاً على البرنامج «الإلزامي».
يستطيع مشروع قانون التفويض إقامة برامج والإعلان عن حجم الإنفاق الذي يستهدفه الكونغرس للبرامج التي تتطلب أيضًا اعتمادات مالية. ويتميز البرنامج الإلزامي عن البرنامج الاختياري بأنه بعد سن الكونغرس قانونًا لإعداد برنامج إلزامي، يُسمح للبرنامج بالإنفاق حتى تنتهي مدة صلاحيته بناءً على مادة في القانون، أو حتى يوقف قانون لاحق البرنامج أو يعيد منحه السلطة. وتتطلب البرامج «الاختيارية» في العادة صدور تشريعات سنوية للاعتمادات المالية.
يستخدم مشروع قانون الاعتمادات المالية في الحقيقة لتوفير الأموال للبرامج «الاختيارية». وتصدر الاعتمادات المالية عمومًا على أساس سنوي، هذا بالرغم من إقرار اعتمادات مالية لعدة سنوات في بعض الأحيان. ووفقًا لـدستور الولايات المتحدة (المادة الأولى، الفقرة 8، البند 12)، لا يمكن إقرار الاعتمادات المالية العسكرية لأكثر من سنتين في المرة الواحدة. ويتطلب الاعتماد المالي السنوي الالتزام بالأموال المخصصة (الإنفاق) حتى نهاية السنة المالية للاعتماد. ومتى انتهت السنة المالية، لا يمكن إنفاق المزيد من الأموال باستخدام الاعتماد المالي للسنة الماضية. وينبغي إقرار اعتماد مالي جديد للسنة المالية الجديدة من أجل استمرار الإنفاق، أو تمرير قوانين اعتمادات مالية خاصة تعرف باسم القرار المستمر، الذي يسمح عمومًا باستمرار الإنفاق لفترة قصيرة لا تتجاوز عادةً مستويات الإنفاق في السنة الماضية. ويلغي قانون منع سد عجز الموازنة أية محاولات لإنفاق أموال لا يوجد اعتماد مالي حالي لها.
وفقًا لـدستور الولايات المتحدة (المادة الأولى، الفقرة السابعة، البند الأول)، ينبغي أن تصدر جميع مشروعات القوانين المتعلقة بالدخل، مشروعات قوانين الضرائب عمومًا، من مجلس النواب، وتتوافق مع نظام الوستمنستر الذي يتطلب صدور جميع مشروعات القوانين الخاصة بالأموال من المجلس الأدنى، وهذا هو السبب في أن مشروعات قوانين الاعتمادات المالية الصادرة تبدأ بـ "H.R."، وهو ما يشير إلى أن مشروع القانون صدر من مجلس النواب. وينص الدستور أيضًا على أنه «يحق لمجلس الشيوخ اقتراح تعديلات على مشروعات القوانين الأخرى أو الموافقة عليها»، لذا عمليًا، يتولى كل من مجلس الشيوخ ومجلس النواب صياغة مشروعات القوانين الخاصة بهما ودراستها. ومن ثم، يقوم مجلس الشيوخ بـ«القص واللصق»، مستبدلاً لغة مشروع قانونه الخاص بقوانين اعتمادات مالية معينة بلغة مشروع قانون مجلس النواب، ثم يوافق على مشروع القانون مثلما تم تعديله.

## وصلات خارجية
- Anti Deficiency Act
- The 1975 Dismissal
- Congressional Research Service, The Congressional Appropriations Process: An Introduction، ديسمبر 2006